# Градова Катерина Георгіївна
Катери́на Гео́ргіївна Гра́дова (рос. Екатерина Георгиевна Градова; 6 жовтня 1946—22 лютого 2021, Москва) — радянська і російська актриса театру та кіно.

## Життєпис
Народилася 6 жовтня 1946 року у Москві, в родині професора архітектури Георгія Олександровича Градова (1911—1984) і акторки театру імені Гоголя Раїси Іванівни Градової (1923—2011). Про своє дитинство акторка згадувала таке:

| «Виховували мене дуже суворо. Тато не любив жіночих примх. Я працювала увесь день, з 4-х років — німецька мова, з 7-ми років — ще англійська мова, фортепіано і уроки малювання. Найулюбленішим моїм заняттям було диригування. З 5-ти років я ставала у татове червоне дерев'яне крісло і диригувала годинами, обливаючись сльозами. Це була музика Бетховена, Моцарта, Чайковського...» |
Навчалася в Московському інституті іноземних мов, у Школі-студії МХАТ (керівник курсу — Василь Марков). Найперше глядацьке визнання прийшло до актриси у 1969 році, коли вона, ще студентка 4-го курсу Школи-студії МХАТ, зіграла головну роль О. М. Негіної у виставі «Таланти і шанувальники» Московського академічного театру імені Маяковського. Згодом служила в Московському академічному театрі сатири, де була задіяна у низці вистав.
Широка популярність до акторки прийшла в 1973 році після виходу на екрани телевізійного фільму «Сімнадцять миттєвостей весни», у якому вона зіграла роль радистки Кет. У 1979 році на екрани вийшов ще один телевізійний фільм — «Місце зустрічі змінити не можна», у якому вона виконала роль Світлани Петрівни Волокушиної, спільниці Ручечника.
На початку 1990-х років акторка через хворобу зникла з екранів. Після одужання звернулася до релігії і присвятила себе служінню людям: створила благодійний фонд «Набуття» і стала допомагати сиротам і одиноким людям похилого віку. Закінчивши курс у Свято-Тихонівському богословському інституті, почала викладати в гімназії основи духовної моральності і «Живе Слово» — вивчення словесності на основі Біблії.
Померла 22 лютого 2021 року у Москві.

## Ролі в театрі
- 1970 — «У часу в полоні» — дружина Всеволода;
- 1970 — «Інтервенція» — Жанна Барб'є;
- 1971 — «Балаганчик дона Крістобаля» — Росіта;
- 1972 — «Пігулку під язик» — Світлана;
- 1973 — «Дивак-людина» — Марія;
- 1973 — «Маленькі комедії великого будинку» — Вона;
- 1973 — «Пеппі Довгапанчоха» — Фрекен Розенблюм;
- 1974 — «Клоп» — кореспондент;
- 1974 — «Нам — 50!»;
- 1974 — «Ляпас» — Соня Захарова;
- 1975 — «Піна» — Вікторина;
- 1975 — «Ремонт» — Заліська;
- 1978 — «Пігулку під язик» — Світлана;
- 1979 — «Феномени» — Ларичева;
- 1980 — «Гніздо глухаря» — Іскра;
- 1980 — «Дивак» — Ніхаль;
- 1981 — «Скажені гроші» — Лідія Чебоксарова;
- 1987 — «Останні» — пані Соколова.

## Фільмографія
- 1967 — Осінні весілля — Марина
- 1971 — Собака Баскервілів (фільм-вистава) — Беріл Степлтон
- 1971 — Жіночий монастир (фільм-вистава)
- 1971 — Таланти і прихильники (телевистава) — Олександра Негіна
- 1973 — Сімнадцать миттевостей весни — Катя Козлова (Кетрін Кін)
- 1974 — Маленькі комедії великого будинку (телевистава) — Закохана
- 1976 — Народження — Ксенія
- 1978 — Чао! (телевистава)
- 1978 — Пігулку під язик (телевистава) — Світлана
- 1979 — Місце зустрічі змінити не можна — Світлана Петрівна Волокушина
- 1987 — Гніздо глухаря (телевистава) — Іскра.

## Нагороди
- Орден Дружби народів (28.06.1982).
- Заслужений артист РРФСР.

## Особисте життя
У кінці 1960-х Катерина Градова співмешкала з актором і театральним режисером Максимом Штраухом, який був старший за неї на 46 років.
Перший шлюб — з актором Андрієм Мироновим тривав з 1971 по 1976 роки. У 1973 році в подружжя народилася донька Марія.
З 1991 року перебувала у шлюбі з Ігорем Тимофеєвим, колишнім фізиком-ядерником, з яким познайомилась під час паломництва в Оптину пустинь. У подружжя є прийомний син — Олексій Суховерков, якого взяли з дитячого будинку.